# Acacia diaphana
Acacia diaphana é uma espécie de leguminosa do gênero Acacia, pertencente à família Fabaceae.